# Crocallis obviaria
Crocallis obviaria är en fjärilsart som beskrevs av Ljungdahl 1918. Crocallis obviaria ingår i släktet Crocallis och familjen mätare. Inga underarter finns listade i Catalogue of Life.